# هری استون موشر
هری استون موشر (انگلیسی: Harry Stone Mosher; ۳۱ اوت ۱۹۱۵ – ۲ مارس ۲۰۰۱) شیمیدان اهل ایالات متحده آمریکا بود.